# Ćuk
Ćuk (latinski: Otus scops) je ptica koja spada u red sovovki.

## Opis
Ćuk je ptica velika od 19 – 21 cm s rasponom krila od 47 – 54 cm. Sivkastosmeđe je boje. Ima malu sivkastu glavu s velikim očima, oštrim kljunom kojim kida plijen na komadiće. Ima dva uzdignuta čuperka na vrhu glave. Na nogama obično ima tri prsta s kandžama (čaporcima). Rep je dosta kratak. Vrstan je letač u mraku, potpomognut izrazito naprednim noćnim vidom. Plijen hvata nožnim kandžama, često u letu, te ga rijetko jede na samom mjestu hvatanja. Plijen odnosi na sigurno mjesto gdje ga u miru jede, pridržavajući ga kandžama na nogama dok otkida oštrim kljunom zalogaje, ako se ne radi o manjem plijenu pa ga odmah guta u cijelosti.

## Ponašanje i leglo
Ćukovi su aktivni isključivo noću. Aktivnost im se dijeli u dva razdoblja, s težištem u vrijeme do ponoći. Od ponoći do 2 sata ujutro obično miruju. Oko zalaska sunca ili kratko nakon toga ćuk završava s razdobljem mirovanja, a u svitanje povlači se u uvijek isto dnevno skrovište gdje provodi dan uglavnom nepokretan. Ovo mirovanje prekida samo kratkim razdobljima čišćenja. I u vrijeme podizanja mladunaca, mužjak i ženka samo vrlo rijetko provode dan na istom stablu, a tjelesni dodir, osim u vrijeme parenja, nije viđen. Dnevno skrovište mužjaka u vrijeme ležanja na jajima i podizanja mladunaca najčešće je u vidokrugu duplje sa ženkom, jajima i mladuncima. 
Leglo se sastoji od najčešće tri do četiri gotovo čisto bijela jaja prosječne veličine od oko 32 x 27 milimetara, na kojem leži samo ženka. Mladunci se legu nakon oko 22 dana, a podižu ih oba roditelja. U dobi od oko 40 dana, mladunci mogu sami skrbiti o sebi, no roditelji ih hrane još oko 20 dana, nakon čega napuštaju roditeljsko područje. 

### Hrana
Ćuk se hrani kukcima i drugim beskralježnjacima, vodozemcima (žabama), te manjim sisavcima (miševima, voluharicama, puhovima,...) i manjim pticama. Plijen ćuka su uglavnom životinje koje nisu našle noćno skrovište, i one životinje koje imaju određene noćne aktivnosti.

### Rasprostranjenost
Podiže mlade na području od zapadnih i središnjih dijelova Europe do Zapadne i Srednje Azije, a zimuje na krajnjem jugu Europe i u Subsaharskoj Africi. Rijedak je na područjima sjeverno od područja razmnožavanja.